# موتور الله بخش حاتم
موتور الله بخش حاتم (بالإنجليزية: Mowtowr-e Allah Bakhsh Hatam)‏ هي منطقة سكنية تقع في سيستان وبلوتشستان في إيران. يقدر عدد سكانها بـ 113 نسمة .